# Кастелно д'Англес
Кастелно д'Англес (фр. Castelnau-d'Anglès) насеље је и општина у јужној Француској у региону Миди Пирене, у департману Жерс која припада префектури Миранд.
По подацима из 2011. године у општини је живело 93 становника, а густина насељености је износила 7,79 становника/km². Општина се простире на површини од 11,94 km². Налази се на средњој надморској висини од 234 метара (максималној 242 m, а минималној 142 m).

## Демографија
| 1962. | 1968. | 1975. | 1982. | 1990. | 1999. | 2011. |
| ----- | ----- | ----- | ----- | ----- | ----- | ----- |
| 90    | 102   | 96    | 87    | 87    | 90    | 93    |

График промене броја становника у току последњих година